# Miras Bederbekov
Miras Bederbekov, né le 15 septembre 1989, est un coureur cycliste kazakh, ancien membre de l'équipe Astana Continental en 2012.

## Palmarès
- 2011
  - 2eb étape de la Vuelta a la Independencia Nacional
  - 3e de la Coupe des nations Ville Saguenay